# Ernst I. (Schwaben)
Ernst I. (* vor 994; † 31. Mai 1015) aus dem Haus der Babenberger war Herzog von Schwaben von 1012 bis zu seinem Tod.
Er war ein jüngerer Sohn des Markgrafen Leopold I. der Marcha Orientalis (Ostarrichi, das spätere Österreich), dem König Heinrich II. 1012, nach dem Tod des letzten Konradiner-Herzogs Hermann III., das Herzogtum zu Lehen gab. Ernst legitimierte seine Ernennung kurz darauf durch die Hochzeit mit Gisela, der Schwester seines Vorgängers, die ihm zwei Söhne schenkte, Ernst II. und Hermann IV., die nacheinander seine Nachfolger wurden.
Am 31. Mai 1015, dem Pfingstdienstag, wurde Ernst auf der Jagd vom Pfeilschuss eines seiner Gefolgsleute getroffen und tödlich verwundet. Er wurde in Würzburg beerdigt. Nach seinem Tode übertrug Kaiser Heinrich II. das Herzogtum an seinen ältesten Sohn Ernst.